# 산 (만화)
《산 모두의 산》(일본어: 岳 みんなの山)은 이시즈카 신이치의 산악 구조를 소재로 한 만화 작품으로, 단행본 제목은 〈산〉이다.
〈빅 코믹 오리지널〉에서 2003년 19호에서 처음 게재되었다. 그 후 잡지 및 〈빅 코믹 오리지널 증간호〉에서 부정기 연재를 시작하여, 2007년 7월부터 〈빅 코믹 오리지널〉에서 매호 연재되어 2012년 완결되었다. 2008년 일본 만화대상, 제54회 쇼가쿠칸 만화상(일반인 부문), 제16회 문화청 미디어 예술제 우수상(만화 부문)을 수상하였다.
실사 영화화되어 2011년 5월에 공개되었다.

## 개요
젊은 나이에 세계의 명봉을 제패한 후, 미국에서 산악 구조대 경험을 쌓은 뒤 일본에 돌아와 주로 북 알프스에서 산악 구조 자원 봉사자로 활동하고 있던 시마자키 산포. 그 시기에 시이나 쿠미가 북부 경찰서 산악 조난 구조대의 신입으로 들어온다.
구조대의 최고 실력자인 노다 마사코와 자원 봉사의 산포의 지도를 받고 훈련을 소화하고 있었던 시이나이지만, 실제 현장에서 조난자를 구출하지 모한 현실에 자책감으로 인해 자신감을 잃고 있었다. 그런 어려운 환경에 있으면서도 왜 사람이 산에 올라가거나 구조를 계속하는 것에 다양한 현장을 경험하는 것으로, 다른 대원과 함께 산악 구조대 프로로 성장해 간다.
구조 활동 외에도, 경찰 경비대 관계자의 훈련 등을 통해 산의 안전에 관련된 사람이나 산을 찾는 사람들과의 교류를 그리고 있다. 주요 무대는 일본의 북 알프스에서 가장 인기하다고 하는 호타카산, 야리가산 주변의 나가노현 마쓰모토시를 중심으로 이야기가 진행된다.

## 등장 인물

### 주요 인물
- 시마자키 산포 (島崎 三歩)

- 노다 마사토 (野田 正人)

- 시이나 쿠미 (横井 ナオタ)

- 잭 웨더스 (Zack)

- 오다 소스케 (小田 草介)

### 기타 인물
- 타니무라 후미코 (谷村 文子)

- 아쿠츠 토시오 (阿久津 敏夫)

- 안도 (安藤)

- 마키 히데키 (牧 英紀)

- 아오키 마코토 (青木 誠)

- 스콧 페이버 (Scott)

- 앤디 (Andy)

- 오스카

- 안젤라

- 피트

- 텐징 (テンジン)

## 단행본
- 제1권 - 2005년 6월 1일 간행（2005년 4월 26일 발매）ISBN 978-4-09-187571-6
- 제2권 - 2006년 11월 1일 간행（2006년 9월 29일 발매）ISBN 978-4-09-180730-4
- 제3권 - 2007년 2월 1일 간행（2006년 12월 26일 발매）ISBN 978-4-09-181003-8
- 제4권 - 2007년 5월 2일 간행（2007년 4월 27일 발매）ISBN 978-4-09-181207-0
- 제5권 - 2007년 10월 3일 간행（2007년 9월 28일 발매）ISBN 978-4-09-181470-8
- 제6권 - 2008년 2월 4일 간행（2008년 1월 30일 발매）ISBN 978-4-09-181719-8
- 제7권 - 2008년 7월 5일 간행（2008년 6월 30일 발매）ISBN 978-4-09-182029-7
- 제8권 - 2008년 12월 3일 간행（2008년 11월 28일 발매）ISBN 978-4-09-182248-2
- 제9권 - 2009년 3월 4일 간행（2009년 2월 27일 발매）ISBN 978-4-09-182380-9
- 제10권 - 2009년 9월 2일 간행（2009년 8월 28일 발매）ISBN 978-4-09-182590-2
- 제11권 - 2010년 3월 4일 간행（2010년 2월 27일 발매）ISBN 978-4-09-183073-9
- 제12권 - 2010년 7월 5일 간행（2010년 6월 30일 발매）ISBN 978-4-09-183218-4
- 제13권 - 2010년 12월 5일 간행（2010년 11월 30일 발매）ISBN 978-4-09-183527-7
- 제14권 - 2011년 5월 3일 간행（2011년 4월 28일 발매）ISBN 978-4-09-183819-3
- 제15권 - 2011년 10월 5일 간행（2011년 9월 30일 발매）ISBN 978-4-09-184085-1
- 제16권 - 2012년 3월 5일 발매（2012년 2월 29일 발매）ISBN 978-4-09-184277-0
- 제17권 - 2012년 8월 4일 발매（2012년 7월 30일 발매）ISBN 978-4-09-184645-7
- 제18권 - 2012년 9월 4일 발매（2012년 8월 30일 발매）ISBN 978-4-09-184707-2

## 영화
《산》(岳-ガク- 산-가쿠-[*])이라는 제목으로 실사 영화화되어 2011년 5월 7일에 개봉되었다. 감독은 카타야마 오사무. 주연은 오구리 슌과 나가사와 마사미. 원작의 단행본 11권까지 중 전반 에피소드를 바탕으로 한 오리지널 작품이다. 캐치프레이즈는 〈산다.〉 〈표고 3,190m 기온 -25 °C 생명은 생명으로 밖에 구할 수 없다.〉
전국 315개 스크린에서 개봉되어 2011년 5월 7, 8일의 첫날 2일간 흥행 수익은 2억 6,465만 6,200엔, 동원 20만 8,416명으로 영화 관객 동원 랭킹 (흥행 통신사 조사)에서 첫 등장 제 1위를 차지했다. 40%의 관객이 원작을 읽고 있는 독자이며, 피아 첫날 만족도 랭킹 (피어 영화 생활 조사)에서도 1위를 차지했다. 최종 흥행 수익은 16.3억엔.
이 작품이 도호 스튜디오 No.1 스테이지에서 촬영한 마지막 영화가 되었다.

### 출연
- 시마자키 산포 : 오구리 슌
- 시이나 쿠미 : 나가사와 마사미
- 노다 마사토 : 사사키 쿠라노스케
- 아쿠츠 토시오 : 이시다 타쿠야
- 마키 히데키 : 와타베 아츠로
- 자마 요헤이 : 야시바 토시히로
- 안도 슌이치 : 아베 쿄스케
- 세키 이사무 : 하마다 가쿠
- 모리야 테츠지 : 스즈노스케
- 요코 슈지 : 우카지 타카시
- 아오키 마코토 : 모리 렌
- 요코 나오타 : 코바야세 케이토
- 조난자의 아버지 : 벤가루
- 카지 이치로 : 미츠이시 켄
- 카지 요코 : 나카고시 노리코
- 조난된 청년 : 오노우에 히로유키
- 산포의 친구 : 나미오카 카즈키
- 시이나 교지 : 이시구로 켄
- 타니무라 후미코 : 이치게 요시에

### 스태프
- 원작 : 이시즈카 신이치 〈산 모두의 산〉
- 기획·제작 : 우스이 히사시
- 공동 프로듀서 : 오오무라 마코토, 타카노 와타루
- 프로듀서 : 엔도 가쿠, 마에다 코지, 이치가와 미나미, 히라죠 타카시 , 오오니시 유타카
- 제작 : 시마타니 요시나리, 카미야마 이쿠오, 카메이 오사무, 사토 마사하루, 구마가야 하루노리, 아마미야 토시타케, 코바야시 아키오, 토우마 타카유키, 키쿠치 세이이치, 이시다 코지
- 감독 : 카타야마 오사무
- Co. 프로듀서 : 혼마 에이코우, 쿠와타 키요시, 우메자와 토우에이, 시라이 코스케
- 라인 프로듀서 : 덴노 타카유키
- 프로덕션 총괄 : 카나자와 키요미
- 제작 협력 : 야마다 켄지, 타카세 이치로
- 조감독 : 사쿠라이 히로아키
- 각본 : 요시다 토모코
- 조명 : 가와베 타카유키
- 미술 : 닛다 타카유키
- 녹음 : 유와키 후사오
- 촬영 : 후지이시 오사무
- 편집 : 마츠오 시게키
- 음악 : 사토 나오키
- 스크립터 : 타니 케이코
- 산악 코디 : 오모리 요시아키
- VFX 슈퍼바이저 : 이시이 노리오
- 캐스팅 디렉터 : 스기 츠요시
- 음향 효과 : 오오카 와라마사
- 음악 프로듀서 : 키타하라 쿄코
- 제작 담당 : 기쿠시마 타카히로
- 캐스팅 디렉터 : 스기 츠요시
- 제작 협력 : 영화 〈산〉 제작위원회 (도호, TV 아사히, 쇼우갓칸, 트라이스톤 엔터테인먼트, 쇼가쿠칸 집영사 프로덕션, 하쿠호도 DY 미디어 파트너스, KDDI, 마이니치 신문사, 나가노 아사히) 방송, 일본 출판 판매
- 제작 프로덕션 : 도호
- 배급 : 도호

### 주제가
- 코부쿠로 - 〈저 태양이 이 세상을 계속해서 비추듯이〉 (2011년 4월 27일 발매, 워너뮤직 J)